# فيليبي نونيز
فيليبي نونيز (بالإسبانية: Felipe Núñez) (25 فبراير 1979 بكاراكاس في فنزويلا - ) هو لاعب كرة قدم فنزويلي في مركز حراسة المرمى. شارك مع منتخب تشيلي تحت 20 سنة لكرة القدم ومنتخب تشيلي تحت 23 سنة لكرة القدم. أما مع النوادي، فقد لعب مع أرتورو فرنانديز فيال ونادي بالستينو وهواتشيباتو وديبورتيس ميليبيلا وطوروس نيزا.

## وصلات خارجية
- فيليبي نونيز على موقع قاعدة بيانات كرة القدم.إي يو (الإنجليزية)
- فيليبي نونيز على موقع Soccerway.com (الإنجليزية)
- فيليبي نونيز على موقع عالم كرة القدم.نت (الإنجليزية)
- فيليبي نونيز على موقع AS.com (الإسبانية)